# Гюнтер II (Шварцбург-Кефернбург)
Гюнтер II фон Шварцбург–Кефернбург (на немски: Günter II von Kevernburg-Schwarzburg-Hallermund; * между 1129 и 1135; † 1 януари 1197) е граф на Шварцбург и Кефернбург.

## Произход и управление
Той е малкият син на граф Зицо III фон Шварцбург (1093 – 1160) и съпругата му Гизела († 20 март 1142), вер. дъщеря на Адолф II (или на Адолф III), граф на Берг.
След смъртта на баща му Гюнтер II поема наследството заедно с брат си Хайнрих I (1130 – 1184). След дългогодишна наследствена война той става граф на Кефернбург. Той се кара с брат си, с ландграфовете на Тюрингия и други съседи. Множество пъти Гюнтер II тръгва с император Фридрих I Барбароса към Италия.
През 1184 г., след смъртта на брат му Хайнрих I фон Шварцбург, Гюнтер II наследява Шварцбург и го дава на своя син Хайнрих II, основателят на линията Шварцбург. През 1191 г. той е граф на Локум-Халермунд.

## Фамилия
Първи брак: с Гертруд фон Ветин († пр. 1180), дъщеря на маркграф Конрад I от Майсен. Те имат децата:
- Лиутгард ∞ ? Герхард фон Кверфурт, бургграф на Магдебург († 1209) или Гебхард IV,[5] син на Бурхард II фон Магдебург
- Албрехт I фон Кефернбург († 1232), архиепископ на Магдебург (1205 – 1232)
- Хайнрих II фон Шварцбург († 1236), основател на линята Шварцбург
- Гюнтер III († ок. 1221), граф на Шварцбург-Кефернбург.

Втори брак: с Аделхайд фон Локум-Халермунд, дъщеря-наследничка на граф Вилбранд I фон Локум-Халермунд (Вулбранд; 1120 – 1167) и Беатрикс, дъщеря на пфалцграф Ото I фон Салм.  Те имат децата:
- Лудолф II фон Халермунд († 1256)
- Вилбранд фон Кефернбург († 1253), архиепископ на Магдебург

## Галерия
- Герб на фон Шварцбург
- Герб на Кефернбургите